# Super Bowl XLIII
A Super Bowl XLIII a 2008-as National Football League bajnoki szezon döntője. A meccs a Tampában található Raymond James Stadionban, Florida államban került megrendezésre 2009. február 1-jén.
A döntőt az AFC és az NFC bajnoka játszotta, mely február 1-jén, keleti parti idő szerint este 18:20-kor kezdődött (közép-európai idő szerint 0:20 perckor). A bajnokság döntőjét második alkalommal rendezik meg ebben a stadionban, és már negyedik alkalommal a Floridai városban. 2005. május 25-én dőlt el, hogy itt lesz a finálé, a másik három pályázó város: Atlanta, Houston, Miami.
A döntő logója egy amerikaifutball-stadiont mintáz, a kék és zöld színek a Tampa-öböl természeti adottságaira utalnak. A Super Bowl XL óta élő hagyomány, hogy a logó egyik oldalán egy piros, a másik oldalán egy kék csillag található, melyek a két főcsoportot szimbolizálják (a piros csillag az AFC-t, míg a kék az NFC-t). A jelmondata az eseménynek ugyanaz, mint a 2008-as NFL-szezonnak, vagyis "Believe In Now".

## A döntő résztvevői
A Pittsburgh Steelers az alapszakaszból 12–4-es mutatóval került a rájátszásba az AFC második kiemeltjeként. A konferencia-elődöntőben otthon a San Diego Chargers ellen, majd a konferencia-döntőben is hazai pályán a Baltimore Ravens ellen győzött. A Steelers hetedszer játszhatott a Super Bowlért, az előző hat részvételéből ötöt megnyert.
Az Arizona Cardinals 9–7-es teljesítménnyel divizóelsőként zárt az NFC konferenciában, így negyedik kiemeltként jutott a rájátszásba. A wild card-fordulóban hazai pályán győzött a Atlanta Falcons ellen. A konferencia-elődöntőben idegenben a második kiemelt Carolina Panthers ellen, majd a konferencia-döntőben már hazai környezetben a Philadelphia Eagles ellen győzött. A Cardinals először játszhatott Super Bowlt.

## A mérkőzés
A mérkőzéssel a Pittsburgh csapata megszerezte hatodik Super Bowl győzelmét, ezzel a legtöbb Super Bowl-t nyert csapat lett, megszakítva egy hármas holtversenyt, a San Francisco 49ers-szel és a Dallas Cowboys-szal, mindhárman öt győzelemmel álltak. A Cardinalsnak ez volt a második címe a ligában 1947 óta és csak a második bajnokságuk a történelmükben. Az MVP a wide receiver Santonio Holmes lett, aki 9 elkapásból 131 yardot és egy touchdownt hozott csapatának, ebből 4 elkapásból 71 yardot a csapat utolsó, nyerő drive-jában. Ő csak a hatodik wide receiver aki megnyeri ezt a díjat, a Pittsburgh-ben pedig a harmadik receiver aki elhozza, a másik kettő Lynn Swann és Hines Ward volt.
| N | Idő   | Drive | Drive | Drive     | Csapat    | Play leírása                                                                              | Pont     | Pont      |
| N | Idő   | Play  | Yard  | Időtartam | Csapat    | Play leírása                                                                              | Steelers | Cardinals |
| - | ----- | ----- | ----- | --------- | --------- | ----------------------------------------------------------------------------------------- | -------- | --------- |
| 1 | 9:45  | 9     | 71    | 5:15      | Steelers  | Mezőnygól. Jeff Reed 18 yardról.                                                          | 3        | 0         |
|   |       |       |       |           |           |                                                                                           |          |           |
| 2 | 14:01 | 11    | 69    | 7:12      | Steelers  | Touchdown. Gary Russell 1 yardos futás, Jeff Reed jutalomrúgás.                           | 10       | 0         |
| 2 | 8:34  | 9     | 83    | 5:27      | Cardinals | Touchdown. Ben Patrick 1 yardos átadás Kurt Warnertől, Neil Rackers jutalomrúgás.         | 10       | 7         |
| 2 | 0:00  | –     | –     | –         | Steelers  | Touchdown. 100 yardos interception visszahordás, Jeff Reed jutalomrúgás.                  | 17       | 7         |
|   |       |       |       |           |           |                                                                                           |          |           |
| 3 | 2:11  | 16    | 79    | 8:39      | Steelers  | Mezőnygól. Jeff Reed 21 yardról.                                                          | 20       | 7         |
|   |       |       |       |           |           |                                                                                           |          |           |
| 4 | 7:33  | 8     | 87    | 3:57      | Cardinals | Touchdown. Larry Fitzgerald 1 yardos átadás Kurt Warnertől, Neil Rackers jutalomrúgás.    | 20       | 14        |
| 4 | 2:58  | –     | –     | –         | Cardinals | Safety. Büntetés Justin Hartwig miatt az end zone-ban.                                    | 20       | 16        |
| 4 | 2:37  | 2     | 67    | 0:21      | Cardinals | Touchdown. Larry Fitzgerald 64 yardos átadás Kurt Warnertől, Neil Rackers jutalomrúgás.   | 20       | 23        |
| 4 | 0:35  | 8     | 78    | 2:02      | Steelers  | Touchdown. Santonio Holmes 6 yardos átadás Ben Roethlisbergertől, Jeff Reed jutalomrúgás. | 27       | 23        |